# リマ・ハッサン
リマ・ハッサン（Rima Hassan、1992年4月28日 - ）は、フランスの法学者、人権活動家、政治家であり、パレスチナ系フランス人である。2024年欧州議会議員選挙で、左派政党「不服従のフランス（La France Insoumise, LFI）」から立候補し、当選した。パレスチナ系フランス人として初めて欧州議会議員に選出された。

## 生い立ちと教育
リマ・ハッサンは1992年、シリアのアレッポ郊外にあるネイラブ難民キャンプで６人兄弟の末っ子として生まれた。父方の祖父母は1948年のナクバによってパレスチナの村アル＝ビルワから追放され、シリアに避難した。 母方の祖母はシリアの有力者の家系で、サルフィット出身の共産主義者のパレスチナ難民と結婚したことにより、遺産を放棄して夫と共にパレスチナ難民キャンプに移住した。
母ナビハは教師であり、リマが幼少の頃に単身でフランスに渡った。
その後8年間、家族再統合の手続きを経て、リマは2002年に10歳でフランス西部ドゥー＝セーヴル県ニオールに移住した。2003年には同市の子ども議会に参加した。2010年、18歳でフランス国籍を取得。
彼女はエヴリー大学、モンペリエ大学、パリ第1大学（パンテオン＝ソルボンヌ）で法学を学び、国際法修士号を取得した。修士論文では、南アフリカとイスラエルのアパルトヘイト体制を国際法的に比較検討した。

## 職歴と市民活動
2016年、フランス難民・無国籍者保護局（OFPRA）に勤務し、18か月後にフランス難民庇護裁判所（CNDA）に転属。その後、2019年に国際的な難民キャンプの研究と監視を目的としたNGO「Observatoire des camps de réfugiés（難民キャンプ観測所）」を設立した。2023年、パレスチナ支援団体「Action Palestine France」を創設し、同年にLFIへ加入。以降のメディア露出により、リマ・ハッサンはフランスにおけるパレスチナ連帯運動の象徴的存在となる。
2024年欧州議会選挙において同党候補リストの7位に指名され、6月に当選。
2025年6月1日、イスラエルによるガザ地区の封鎖を批判し、国際世論に訴えかけるため、グレタ・トゥーンベリら活動家とともにガザ行きの支援船に乗り込む。

## 政治的立場
パレスチナとイスラエルの共存を目指す民主的で世俗的な一国家二民族モデル（état binational）を理想として支持しており、同じ土地に平等な権利を持つ二民族の共存が最終的な解決だと考えている。しかし、政治的現実に即した対応としては、まずパレスチナ国家を国際的に承認することが和平への第一歩であると述べている。
また自身を「反シオニスト」とは定義せず、「ユダヤ人にとって安全な土地を築こうとした人々を非難するのではなく、他の民族の運命を犠牲にしてそれを実行した人々を非難する」という立場をとっている。。